# Jan Kotlarczyk
Jan Andrzej Kotlarczyk (ur. 22 listopada 1903 w Krakowie, zm. 18 lipca 1966 tamże) – polski piłkarz, pomocnik. Długoletni zawodnik krakowskiej Wisły. Brat Józefa, ojciec Tadeusza.

## Kariera
Był wychowankiem Nadwiślana. Barwy Wisły reprezentował przez 14 lat. Debiutował w 1922. Dwukrotnie zdobył tytuł mistrza Polski (1927, 1928), triumfował także w premierowej edycji Pucharu Polski w 1926. Jeden z najlepszych ówczesnych polskich piłkarzy, wraz z bratem stanowił o sile przedwojennej Wisły i reprezentacji. Sportową karierę zakończył w 1936.
W reprezentacji debiutował 10 czerwca 1928 w meczu ze Stanami Zjednoczonymi, ostatni raz zagrał w 1935. Łącznie w biało-czerwonych barwach rozegrał 20 oficjalnych spotkań. Raz był kapitanem zespołu.
Pochowany na cmentarzu Rakowickim w Krakowie.

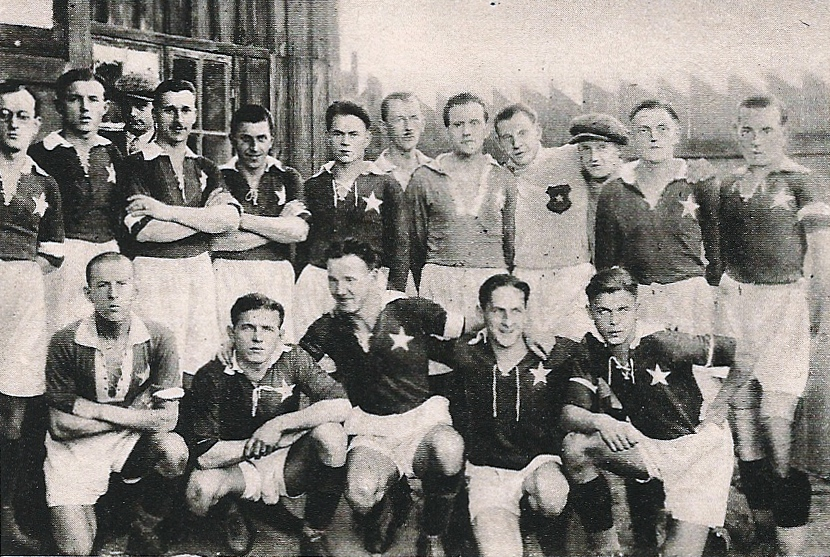
Wisła Kraków w 1927 roku, Kotlarczyk drugi z lewej w dolnym rzędzie

## Ordery i odznaczenia
- Brązowy Krzyż Zasługi (19 marca 1931)[3]